# Norman Lamm

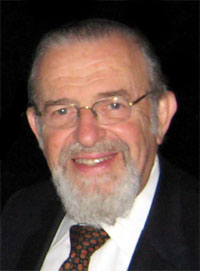
Norman Lamm (2007)

Norman (Nachum) Lamm (* 19. Dezember 1927 in Brooklyn, New York, Vereinigte Staaten; gestorben 31. Mai 2020) war ein bekannter US-amerikanischer modern-orthodoxer Rabbiner, Gelehrter und Autor. Er war der Kanzler der Yeshiva University, bis er am 1. Juli 2013 seinen Rücktritt bekannt gab.
Lamm hatte einen Ph.D. in Jüdischer Philosophie. Von 1976 bis 2003 war er als Nachfolger von Samuel Belkin der dritte Präsident der Yeshiva University (YU) und damit der erste in den Vereinigten Staaten geborene. Er war ein Schüler von Rabbiner Joseph Ber Soloveitchik (einem der einflussreichsten modernen Gelehrten des orthodoxen Judentums), welcher ihn 1951 am Rabbi Isaac Elchanan Theological Seminary (RIETS, die rabbinische Schule an der YU) zum Rabbiner ordinierte.